# Innerferrera
Innerferrera (toponimo tedesco; in romancio Calantgil, in italiano Ferrera di Dentro, desueto) è una frazione di 40 abitanti del comune svizzero di Ferrera, nella regione Viamala (Canton Grigioni).

## Geografia fisica

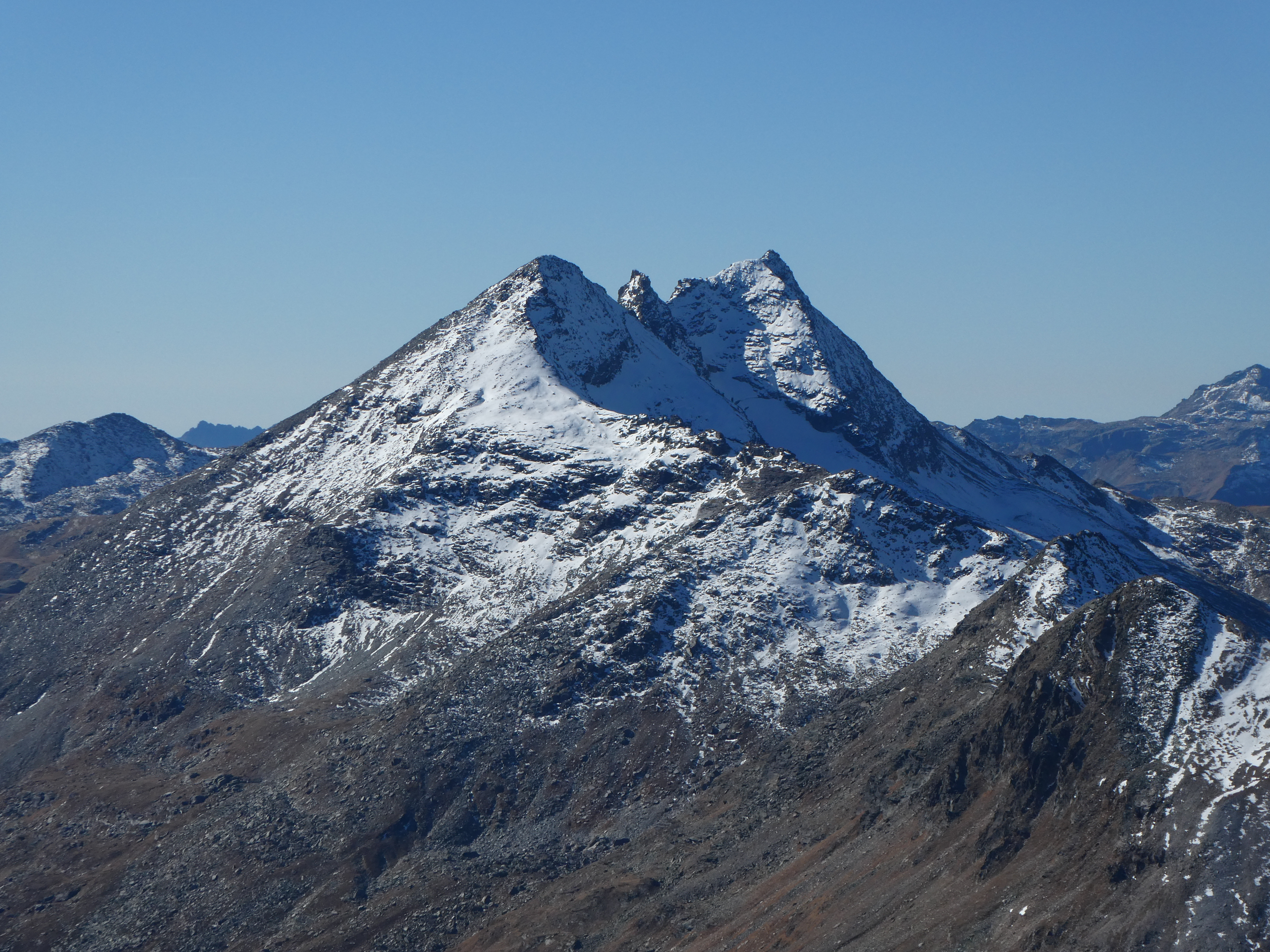
Il Piz della Palu e il Piz Timun visti dal Piz Grisch

Innerferrera è situato nella Val Ferrera, lungo il Reno di Avers (localmente Ragn de Ferrera, "Reno di Ferrera"); il punto più elevato del territorio è la cima del Piz Timun o Pizzo d'Emet (3 209 m s.l.m.).

## Origini del nome
Le denominazioni dei villaggi Ausserferrera e Innerferrera sono di origine recente: in passato il nome Ferrera indicava solo l'odierna Ausserferrera mentre Innerferrera era denominata Calantgil, un termine che anch'esso si collega alle miniere e probabilmente proviene dalla parola latina "cuniculus".

## Storia
Storicamente attestato con il nome di Canicül o Calantgil, l'abitato di Innerferrera risale all'XI secolo, quando fu fondato da popolazioni romance. Nel corso dei secoli, Innerferrera seguì in un primo momento le sorti del resto dello Schams: dapprima proprietà della diocesi di Coira, passò poi ai von Vaz, successivamente ai von Werdenberg e infine di nuovo ai vescovi di Coira (1456). Nel 1458 gli abitanti di Innerferrera riscattarono i diritti signorili sulla valle. Fino al XX secolo Innerferrera costituì una zona di attività estrattiva di minerali ferrosi, che comportò l'immigrazione di numerosi minatori austriaci.
Fino al 1837 Innerferrera rimase unito ad Ausserferrera e fino al 1851 fece parte della vicinia (Nachbarschaft) della comunità giudiziaria dello Schams costituendo, assieme ad Andeer, Ausserferrera e Pignia, una corte di bassa giustizia civile. Per lungo tempo il passo di Niemet, che mette in comunicazione Innerferrera con il territorio di Madesimo, costituì un passaggio chiave per il traffico di merci verso l'Italia (in particolare manufatti di bottai); rilevante fino al secondo dopoguerra fu anche il contrabbando. La costruzione della carrozzabile risale agli anni 1890-1895; a partire dagli anni 1962-1963, la diga della Valle di Lei costituisce un'exclave facente parte del territorio di Innerferrera.

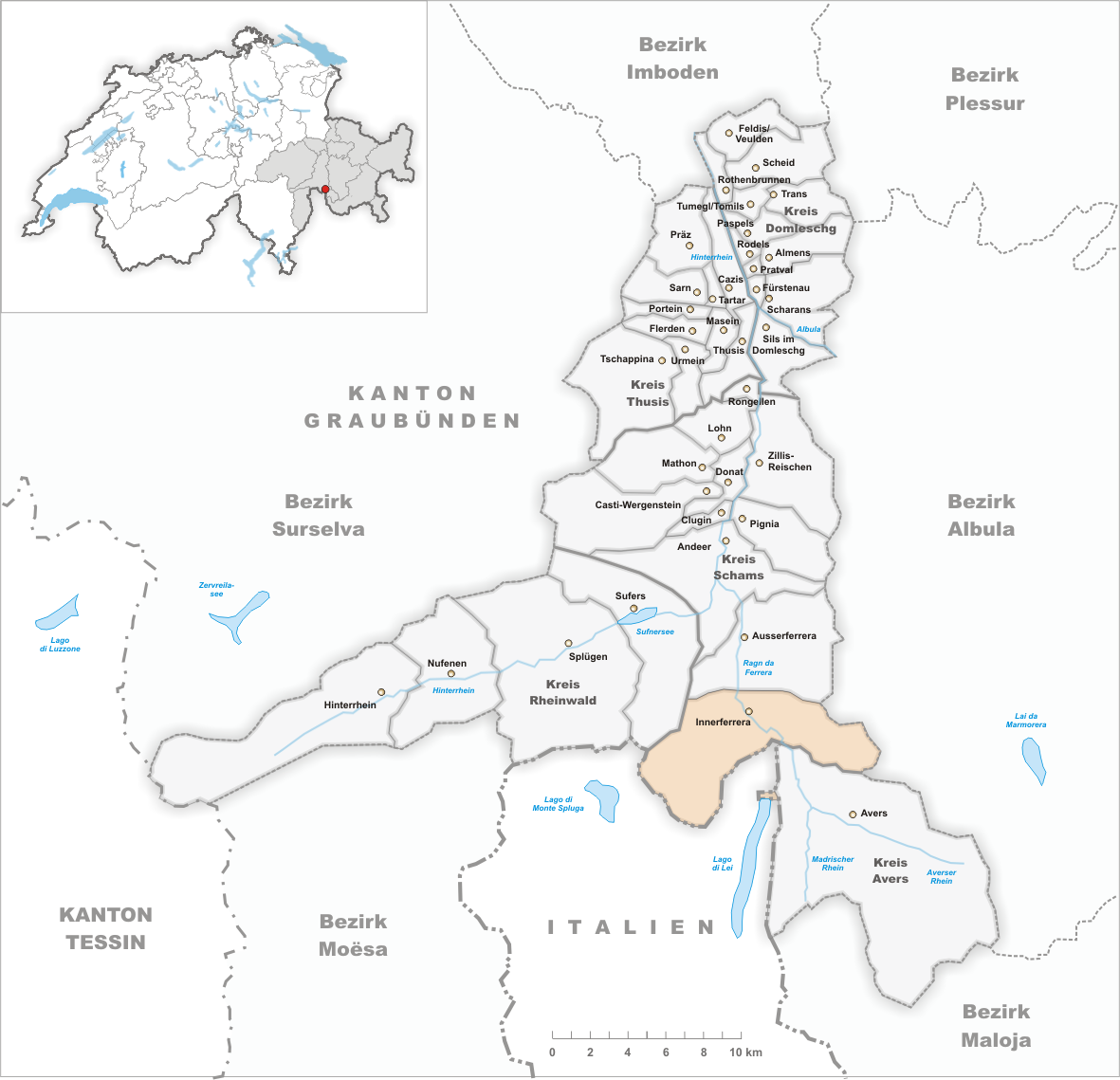
Il territorio del comune di Innerferrera prima degli accorpamenti comunali del 2008

Dal 1851 al 31 dicembre 2007 è stato un comune autonomo che si estendeva per 43,97 km² e che comprendeva anche la frazione di Starlera; il 1º gennaio 2008 è stato aggregato all'altro comune soppresso di Ausserferrera  per formare il nuovo comune di Ferrera.

## Monumenti e luoghi d'interesse

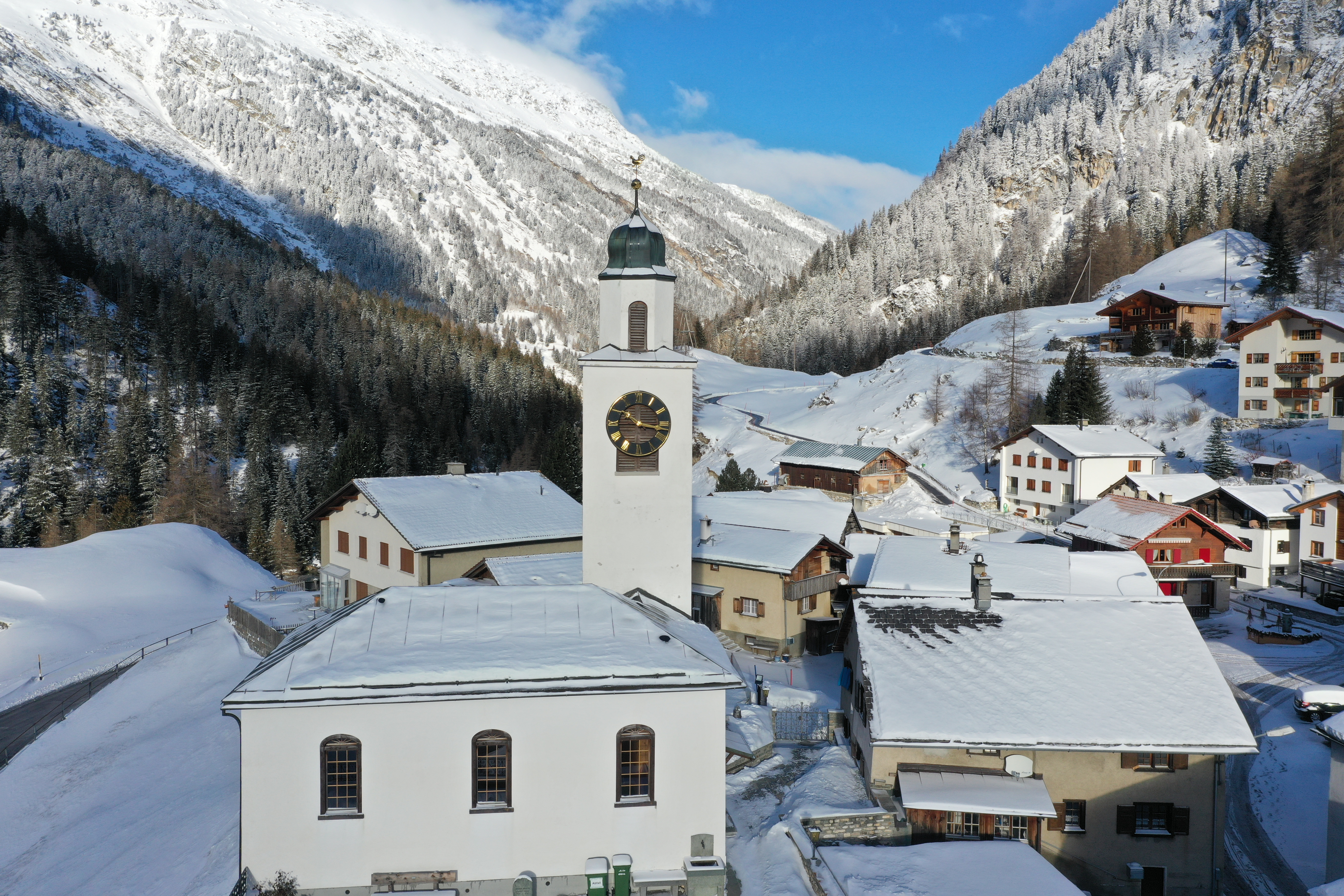
La chiesa riformata di Innerferrera

- Chiesa riformata di Innerferrera, eretta nel XVI secolo[2][7];
- Diga della Valle di Lei

## Società

### Evoluzione demografica
L'evoluzione demografica è riportata nella seguente tabella:
Abitanti censiti

### Lingue e dialetti
Già paese prevalentemente di lingua romancia, Innerferrera è stato gradualmente germanizzato: nel 1980 parlava romancio il 22% della popolazione, nel 2000 il 4%. I toponimi della cartografia ufficiale svizzera del paese sono in lingua romancia.
| Lingue a Innerferrera | Lingue a Innerferrera | Lingue a Innerferrera | Lingue a Innerferrera | Lingue a Innerferrera | Lingue a Innerferrera | Lingue a Innerferrera |
| --------------------- | --------------------- | --------------------- | --------------------- | --------------------- | --------------------- | --------------------- |
| Lingue                | Censimento 1920       | Censimento 1920       | Censimento 1930       | Censimento 1930       | Censimento 1941       | Censimento 1941       |
| Lingue                | Abitanti              | Percentuale           | Abitanti              | Percentuale           | Abitanti              | Percentuale           |
| Tedesco               | 10                    | 11,63                 | 14                    | 18,18%                | 35                    | 41,18%                |
| Romancio              | 76                    | 88,37%                | 63                    | 81,82%                | 50                    | 58,82%                |
| Totale                | 86                    | 100 %                 | 77                    | 100 %                 | 85                    | 100 %                 |

## Infrastrutture e trasporti
Dista 24 km dalla stazione ferroviaria di Thusis, 8 km dall'uscita autostradale di Rofla-Avers, sulla A13/E43, e 48 km da Coira.